# Astragaloi

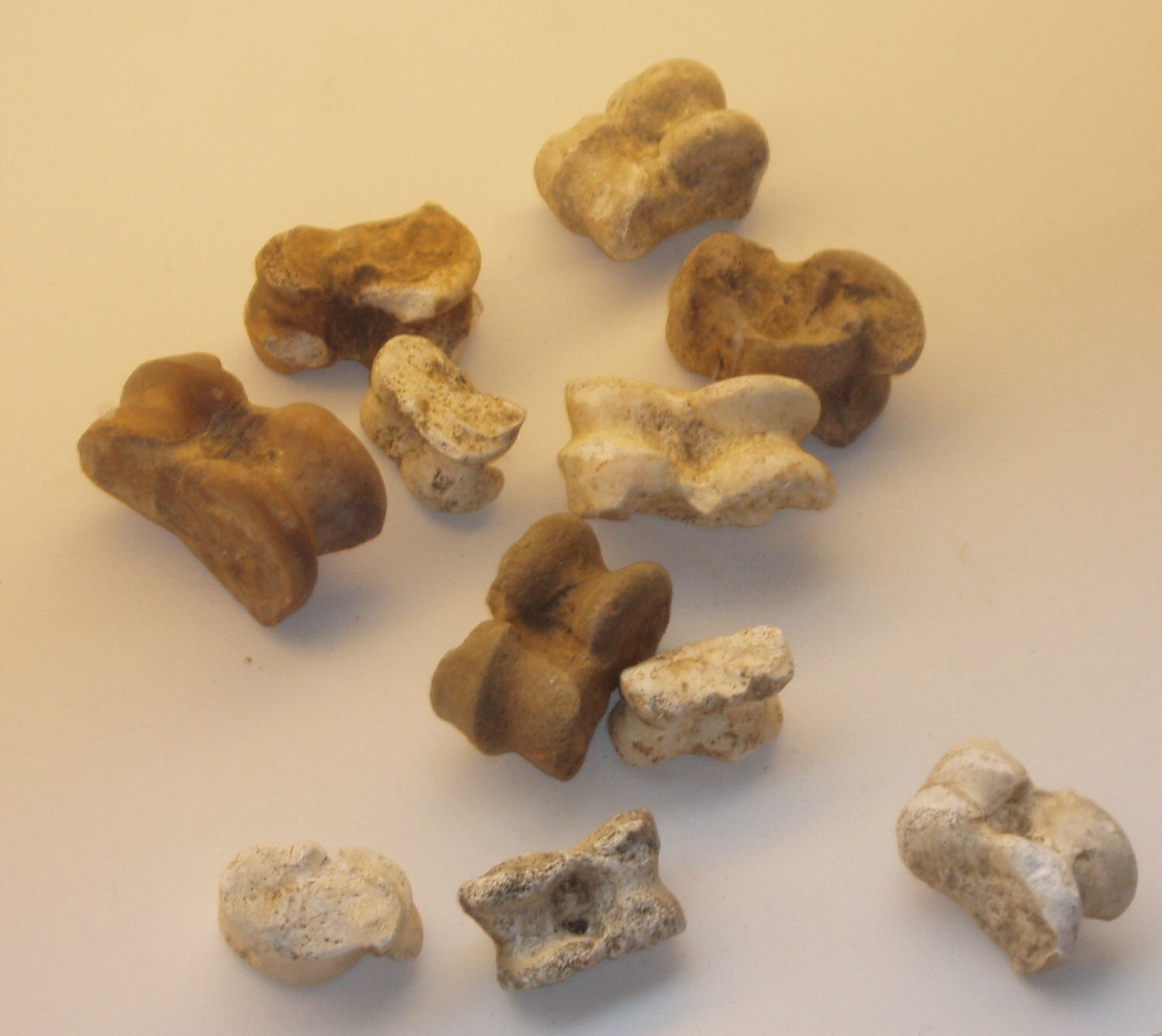
Astragaloi

Astragaloi ist der griechische Name verschiedener Geschicklichkeits- und Würfelspiele. Als Spielsteine bzw. Würfel (unter anderem auch als Astragalorakel) wurden in der Antike die Sprungbeine (bestimmte Mittelfußknochen) aus den Hinterbeinen von Paarhufern wie Schafen, Ziegen oder Rindern verwendet. Die Griechen nannten diese Knöchelchen ἀστράγαλοι astrágaloi (Singular astrágalos), die Römer nannten sie tali (Singular talus). Im Deutschen lautet die Bezeichnung des Spielknochens Astragal, Astragalos oder latinisiert Astragalus (im Plural Astragale bzw. Astragaloi oder Astragali).
In ländlichen Gebieten Griechenlands und der Türkei wird heute noch mit Astragalen gespielt, ebenso in den islamischen Ländern des Vorderen Orients und in Zentralasien, aber auch in Frankreich. Es gibt Geschicklichkeits-, Bewegungs- und Ratespiele, Würfelspiele und Mischformen.

## Geschicklichkeitsspiele

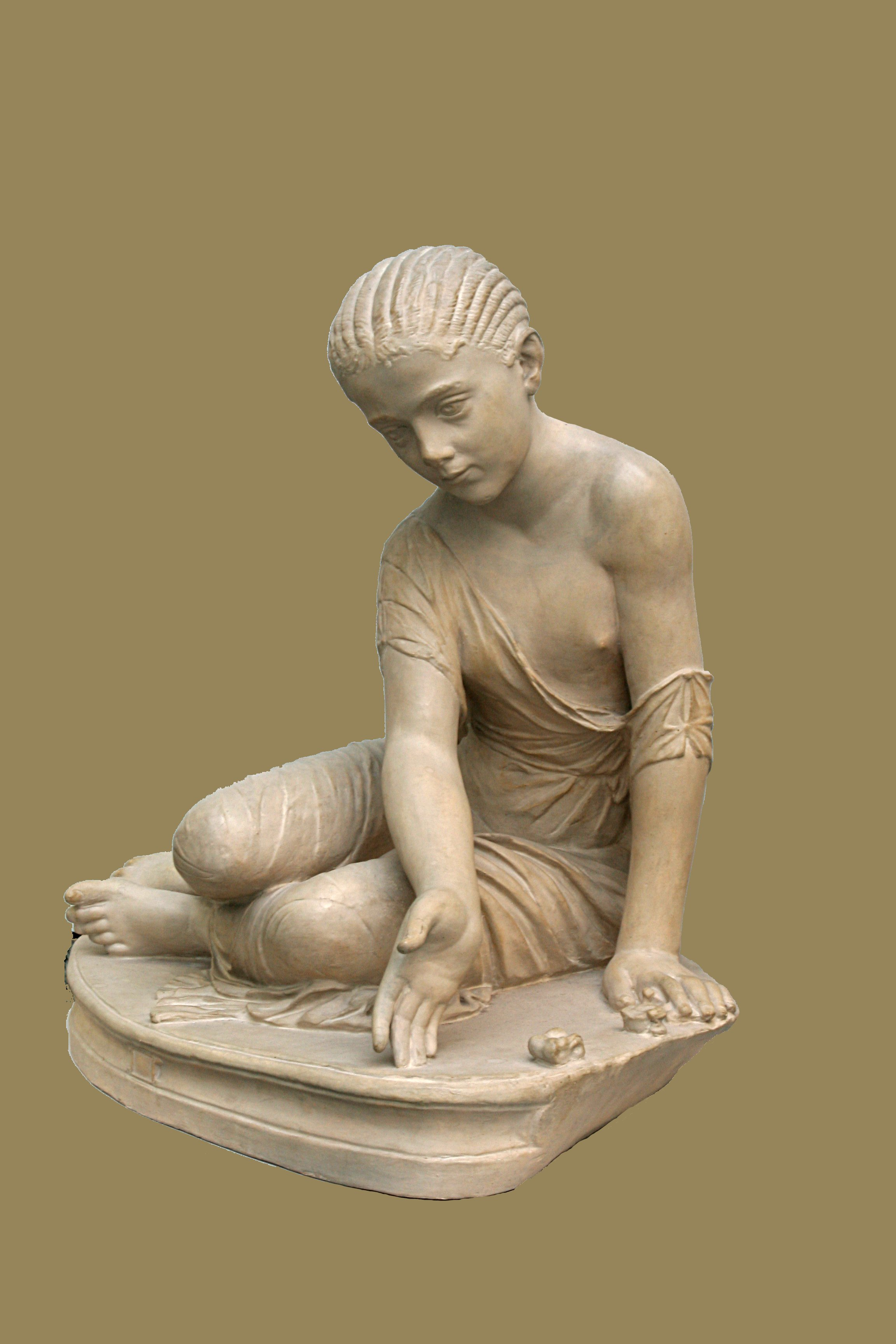
Mädchen spielt mit Astragaloi (römische Kopie des 2. Jahrhunderts nach einem griechischen Original aus hellenistischer Zeit, Staatliche Museen zu Berlin)

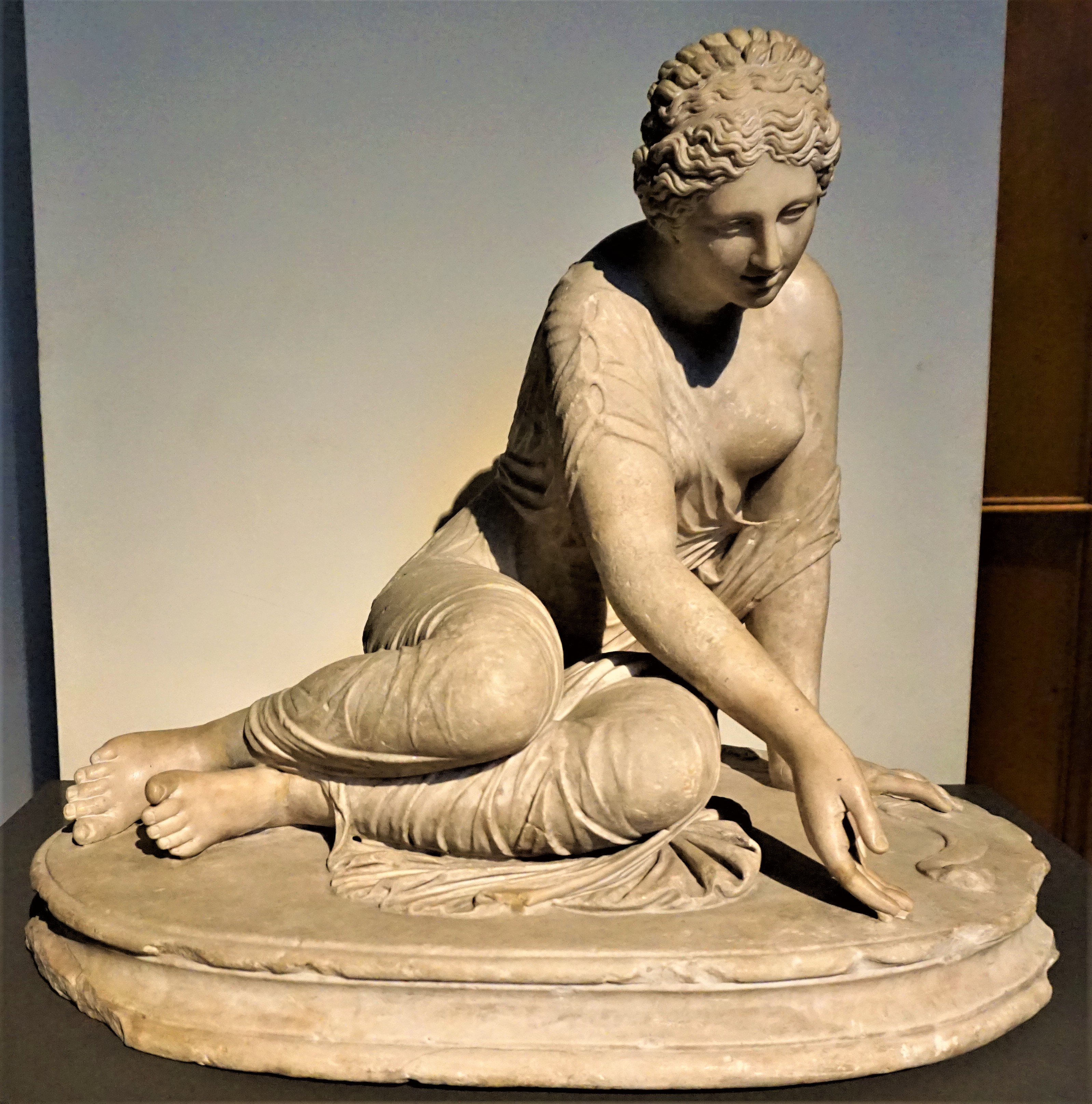
Frau spielt mit Astragaloi (römische Statue von etwa 150 n. Chr., Britisches Museum)

Einige Geschicklichkeitsspiele, die die Knaben zu seiner Zeit im Gymnasion mit Astragalen zu spielen pflegten, erwähnt der griechische Philosoph Platon (428–349 v. Chr.) in einem seiner Dialoge.
Beim Artiasmos oder lateinisch par – impar („gerade – ungerade“), eine Art Knobelspiel zu zweit, musste erraten werden, ob die Zahl der Astragale, die der Mitspieler vorher verdeckt in die Hand genommen hatte, gerade oder ungerade ist.
Für ein Omilla genanntes Spiel wurde ein Kreis auf den Boden gezeichnet, in den die Astragale hineingeworfen werden mussten. Ziel war es, bereits darin befindliche Knöchel der Mitspieler aus dem Kreis herauszuschießen. Dieses Spiel ist noch heute in der Türkei und im Nahen Osten verbreitet, so dass man zumindest über die heutigen Spielregeln genauer Bescheid weiß. Danach beträgt der Durchmesser des Kreises, in dessen Zentrum die Mitspieler zu Beginn des Spiels je einen Astragal auf einer Schmalseite ablegen, mindestens 1 Meter. Der Ausgangspunkt wird bestimmt, indem ein Mitspieler vom Kreis aus den in einiger Entfernung hingelegten Wurfastragal des ersten Spielers mit einem gezielten Treffer noch weiter weg zu schießen versucht. Im Spiel gilt als Standort zum Werfen jeweils die Stelle, an der der geworfene Knöchel des vorigen Mitspielers liegen blieb. Wem es gelingt, einen Knöchel aus dem Kreis zu schießen, darf ihn behalten.
Tropa nannte sich ein Spiel, bei dem ein Knöchel von einer bestimmten Entfernung aus in ein kleines Loch im Boden geworfen werden musste.
Das bekannteste und am meisten verbreitete Astragalspiel ist aber das Fünfsteinspiel, das von den Griechen pentelitha (griech. pente „fünf“, lithos „Stein“) genannt wurde und auch heute noch gespielt wird, z. B. in der Türkei als beṣtaṣ (türk. beṣ „fünf“, taṣ „Stein“). In England, wo es mit sogenannten jacks gespielt wird, heißt es fivestones oder fivebones. Die Namen zeigen, dass das Spiel auch mit Steinchen oder anderen kleinen Objekten gespielt werden kann. Nach Iulius Pollux (2. Jh.) ging es bei diesem Spiel darum, die in die Luft geworfenen Astragale auf dem Handrücken aufzufangen. Die heruntergefallenen mussten aufgenommen werden, ohne dass die auf dem Handrücken liegenden herabfielen. Das Fünfsteinspiel wurde schon in der Antike hauptsächlich von Mädchen gespielt. Ein Marmorgemälde, das in der vom Vesuvausbruch des Jahres 79 verschütteten Stadt Herculaneum gefunden wurde, zeigt fünf Göttinnen, von denen die beiden im Vordergrund Pentelitha spielen.
Das Fünfsteinspiel hat sich über mehr als zwei Jahrtausende erhalten. Bei einer noch heute in der Türkei verbreiteten Variante müssen die Knöchel (oder Steinchen) auf dem Handrücken in die Luft geschleudert und mit derselben Hand aufgefangen werden.
Ob das heutzutage beliebte Spiel, bei dem ein Astragal in die Luft geworfen, dabei ein auf dem Boden liegender mit derselben Hand aufgenommen und der geworfene wieder aufgefangen werden muss, schon in der Antike bekannt war, ist unbekannt.

## Würfelspiele
Der Astragal eignet sich aber auch zum Würfeln. Er hat nämlich eine charakteristische Form mit vier leicht unterscheidbaren Seiten: eine kräftig gewölbte Breitseite (von Aristoteles „Bauch“ genannt), eine Breitseite mit tiefer Höhlung (von Aristoteles „Rücken“ genannt), eine relativ flache Schmalseite und eine s-förmig gekehlte Schmalseite mit einem schnabelartigen spitzen Fortsatz. Beim Werfen bleibt der Astragal immer auf einer dieser vier Seiten liegen. Auf der gewölbten Unterseite oder der Oberseite mit den hornartigen Fortsätzen bleibt der Astragal nicht liegen, ohne sich anzulehnen. Der Unterschied zum sechsseitigen kubischen Würfel besteht also zum einen in der Anzahl der Seiten (4 statt 6) und zum anderen in der ungleichen Häufigkeit, mit der er auf einer bestimmten Seite liegenbleibt. Beim Würfeln mit diesen Knöcheln stellt man nämlich leicht fest, dass der Astragal in 8 von 10 Fällen auf einer der beiden Breitseiten liegen bleibt. Nur in jeweils 10 % der Versuche fällt er auf eine der von den Griechen Kos (Hund oder Geier) und Chios genannten Schmalseiten, am seltensten auf die s-förmig gekehlte Kos-Seite. Die Griechen ordneten den Seiten die Zahlenwerte so zu, dass die Gegenseiten wie beim sechsseitigen Würfel die Summe 7 ergaben: Die seltenen Schmalseiten zählten 1 (Kos) und 6 (Chios), die Breitseiten 3 (Rücken) und 4 (Bauch); 2 und 5 kommen nicht vor.
Kinder scheinen in der Antike mit zwei Astragalen gewürfelt zu haben, die auch einzeln nacheinander geworfen werden konnten. Die erwachsenen Griechen der Antike würfelten meist mit vier Astragalen, womit 35 verschiedene Wurfkombinationen mit 19 verschiedenen Werten erzielt werden können. Manche Würfe wurden nach Göttern, Heroen, Königen oder anderen berühmten Personen benannt. Einige dieser Bezeichnungen sind überliefert. In einem als Rätsel verfassten Grabgedicht (Anthologia Graeca, VII 427) werden Kombinationen als Alexander und Ephebe bezeichnet. Es ist aber nicht bekannt, welche Augenkombinationen so genannt wurden und wie viel sie zählten. Ein Wurf namens Stesichoros galt 8 Punkte. Der Euripides zählte 40 Punkte, also wesentlich mehr als die höchstmögliche Augenzahl von 24 Punkten bei vier Sechsen. Einzig der höchste Wurf wurde nach einer Gottheit benannt und trug nach der Liebesgöttin den Namen Venus, was dann der Fall war, wenn „kein Knöchel der vier sich Dir mit dem gleichen Gesicht zeigt“, also jeder der vier Astragale auf einer anderen Seite liegen blieb und das Resultat 1,3,4,6 war. Das Bewertungssystem scheint aber kompliziert und nicht allgemein gültig gewesen zu sein, wie Ovid durchblicken lässt.
Eine besondere Rolle spielte der Venus-Wurf in einer anscheinend von Kaiser Augustus persönlich erfundenen Spielregel. Jeder Spieler würfelt mit vier Astragalen. Für jede 1 oder 6 musste ein Denar in eine gemeinsame Kasse gezahlt werden, die derjenige gewann, der den Venuswurf erzielte.

## Sanktionen gegen das Würfelspiel

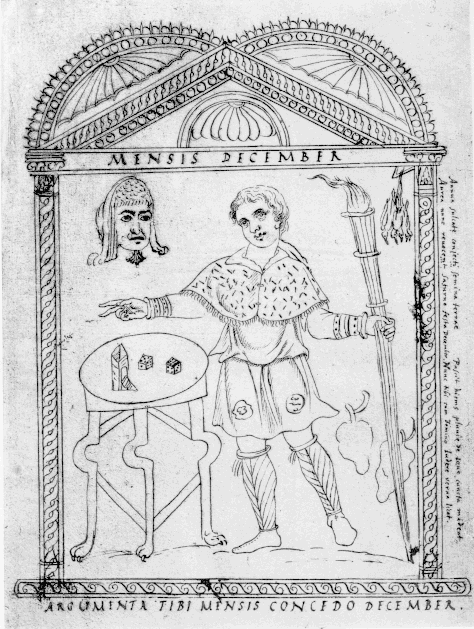
Der Monat Dezember im Chronograph von 354.

Gespielt wurde vorwiegend um Geld. Teilweise waren die Einsätze derart hoch, dass Spielverluste zum Ruin führten. Wohl aus diesem Grund gab es schon früh Versuche, das Würfelspiel gesetzlich zu verbieten. Bereits bei Plautus ist von einem „Würfelgesetz“ (lex aleatoria) die Rede. Die Gesetze scheinen nicht besonders wirksam gewesen zu sein, denn es wurde in allen Schichten gespielt, von den Minderbemittelten, die um Ring und Mantel spielten, bis zu den Kaisern. Besonders Claudius war als leidenschaftlicher Spieler bekannt. Er verfasste nicht nur ein Buch über das Würfelspiel, sondern ließ einen Reisewagen so umbauen, dass das eingebaute Spielbrett bei der Fahrt nur wenig erschüttert wurde.
Das Verbot des Würfelspiels war nur einmal im Jahr offiziell aufgehoben, nämlich zum im Dezember gefeierten Fest der Saturnalien. Da ertönte „überall der unbeständige September vom Klappern der launischen Würfelbecher“, wie Seneca vermerkt.
Aus diesem Grunde wurde noch im Chronograph von 354 des spätantiken Kalligraphen Furius Dionysius Filocalus der Monat Dezember neben einem Tisch mit Würfeln und einem Würfelturm stehend abgebildet.